# Gongronema gazense
Gongronema gazense är en oleanderväxtart som först beskrevs av Spencer Le Marchant Moore, och fick sitt nu gällande namn av Arthur Allman Bullock. Gongronema gazense ingår i släktet Gongronema och familjen oleanderväxter. Inga underarter finns listade i Catalogue of Life.